# Malterie

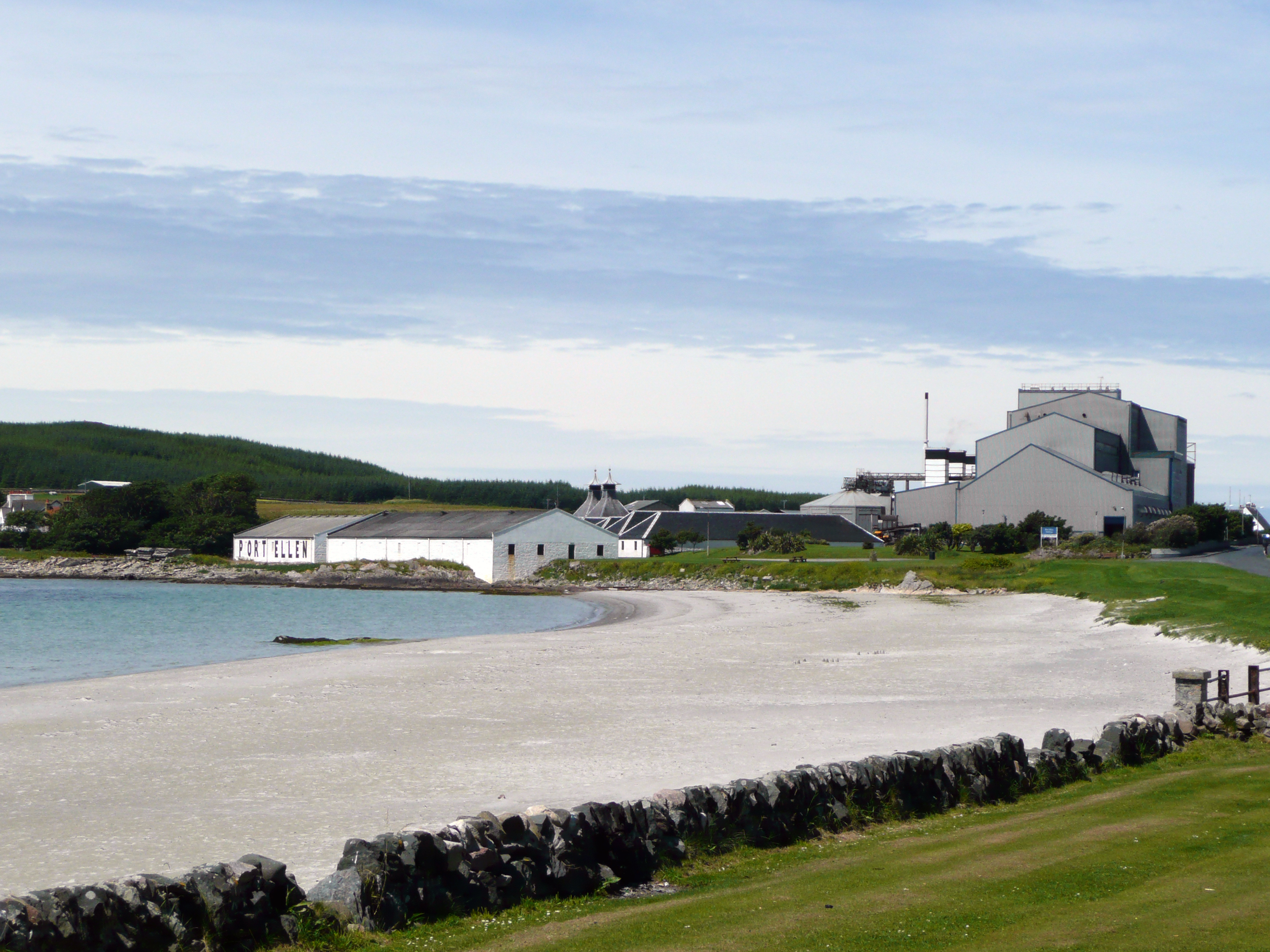
La malterie de Port Ellen sur l'île d'Islay en Écosse.

Une malterie est le lieu de production du malt à partir de céréales.
Le maltage consiste à faire germer une céréale (principalement orge et blé) et à la faire sécher rapidement pour préparer l'amidon contenu dans le grain à être dégradé lors de la fabrication de la bière. Le malt trouve d'autres débouchés alimentaires annexes mais reste peu développé à l'échelle locale. 

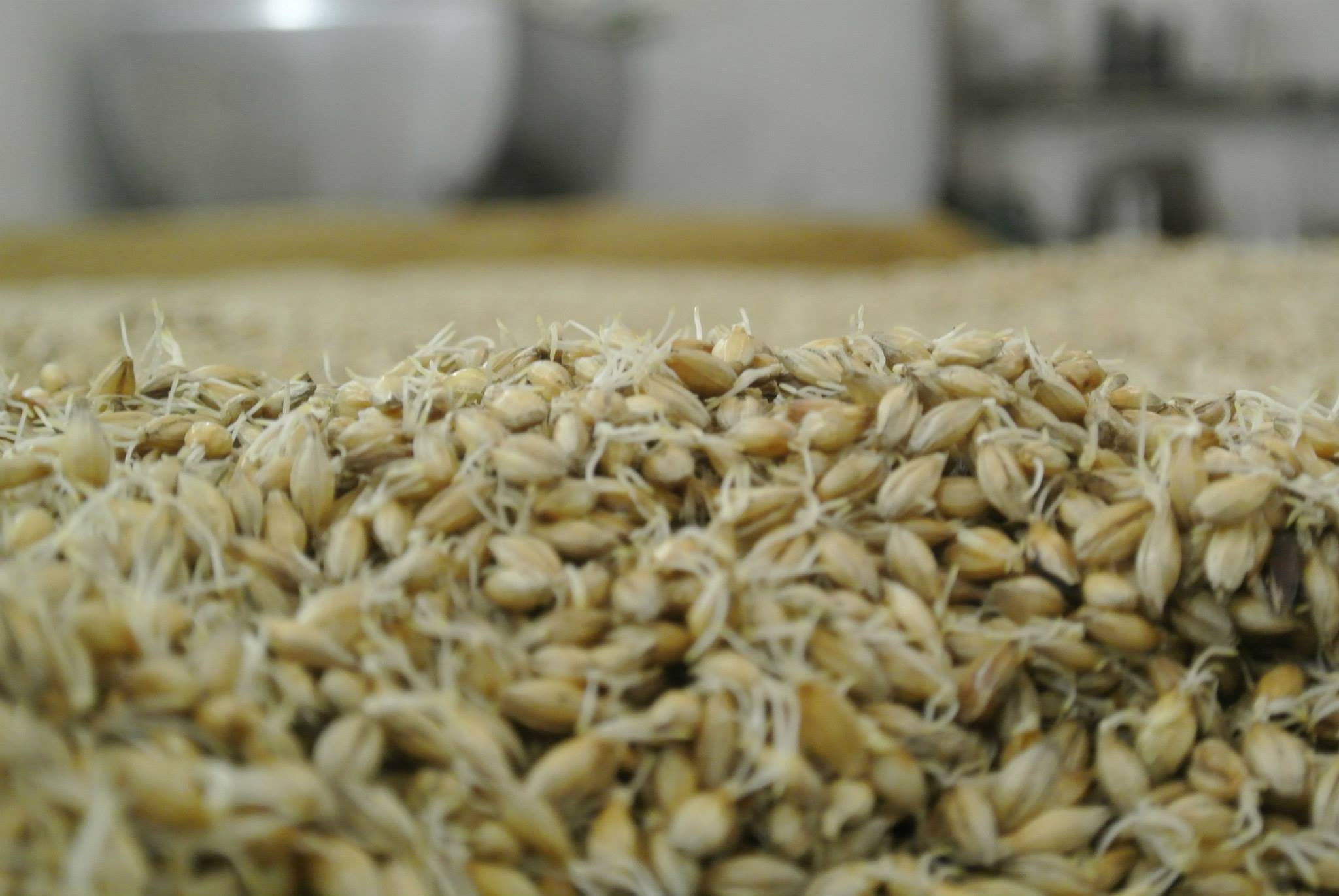
Orge en germination dans une malterie artisanale - Malteurs Echos

La malterie a été très industrialisée depuis les années 1950, au même titre que le secteur de la brasserie. Pour répondre à la demande croissante des petites brasseries qui se sont créées en France depuis environ dix ans, le secteur de la malterie a commencé à s'adapter à de plus petits volumes de production pour proposer des malts locaux et, pour certains, issus de l'agriculture biologique.
En France, en dehors de quelques brasseurs qui réalisent leur propre malt à petite échelle, il existe de multiples malteries artisanales ou industrielles qui produisent annuellement environ 1,5 million de tonnes de malt par an.
- Soufflet (Groupe InVivo) : 5 malteries[2] en France - million de tonne de malt
- Malteurop, filiale du groupe coopératif Vivescia
- Boortmalt, filiale du groupe coopératif Axereal
- Malteries artisanales créées à la suite du renouveau de la brasserie artisanale depuis 2000
  - Malt Fabrique en Côtes-d'Armor : création en 2000 par Emmanuel Faucillon
  - Malteurs Echos[3] en Ardèche : création en 2012 par Marie Mardon, Guillaume Bourdon et Baptiste François - fermée en 2018
  - Malterie du Vieux Silo en Tarn : création en 2013 par Laurent Coursières
  - Malteire des Volcans en Puy-de-Dôme : création en 2017 par Lucile et Alexandre Comptour
  - Malt’in Pott en Haute Savoie : création en 2018 par Vincent Le Pottier
  - Yec’hed Malt en Morbihan : création en 2018 par Hervé Lamoureux
  - Malterie ardéchoise en Ardèche : création en 2019 par Bernard Chesnel (reprise du site et à la suite de la cessation d'activité de Malteurs Echos)
  - Normandie Malt en Calvados : création en 2019 par Franck Polidor
  - A vos Malts en Drôme : création en 2020 par Tiphaine Girardeau-Montaut et Jean Girardeau-Montaut
  - Premières moussons (La Malterie de l'Ouest) en Charente Maritime : création en 2020 par Laurent Charrier et Vincent Feix
  - Maltala en Haut Rhian : création en 2022 par Lise Meinrad
  - Malterie de Bourgogne
  - La Malterie Occitane

Les malteries industrielles dont les groupes Malteurop et Soufflet font de la France le 1er exportateur mondial de malt et représente 30% de la production mondiale de malt.